# Città aperta (rivista)
Città aperta è stata una rivista pubblicata a Roma dal 1957 al 1958. Fu diretta da Tommaso Chiaretti.

## Storia editoriale
Nata per iniziativa di alcuni intellettuali del PCI, sull'onda emotiva causata dalla repressione sovietica della Rivoluzione ungherese del 1956, intendeva proporre una possibile alternativa culturale alle posizioni filosovietiche del partito. Nella redazione erano presenti artisti (Renzo Vespignani, Ugo Attardi), critici letterari (Luca Canali, Dario Puccini, Mario Socrate), cineasti (Elio Petri). Vi collaborarono scrittori e intellettuali come Italo Calvino, Pier Paolo Pasolini, Vasco Pratolini. Aspramente criticata dai vertici del partito, che espulse il direttore Chiaretti, la rivista cessò le pubblicazioni nel 1958.